# District de Sambalpur
Le district de Sambalpur est un district de l'État de l'Odisha (Inde), ayant la ville de Sambalpur pour chef-lieu.

## Géographie
Sa population compte 935 613 habitants, selon un recensement de 2011.